# Melecta duodecimmaculata
Melecta duodecimmaculata är en biart som först beskrevs av Rossi 1790.  Melecta duodecimmaculata ingår i släktet sorgbin, och familjen långtungebin. Inga underarter finns listade i Catalogue of Life.